# Sainte-Colombe-la-Commanderie
Sainte-Colombe-la-Commanderie es una localidad y comuna francesa situada en la región de Alta Normandía, departamento de Eure, en el distrito de Évreux y cantón de Évreux-Nord.

## Demografía
| 343 | 345 | 441 | 498 | 546 | 588 |
| Para los censos de 1962 a 1999 la población legal corresponde a la población sin duplicidades (Fuente: INSEE [Consultar]) |     |     |     |     |     |

## Economía
Aunque se trata de un lugar tradicionalmente agrícola y ganadero, el censo de 1999 revela que de 256 personas activas, sólo 12 (un 4,7% del total) declaraban como actividad el sector primario. El 65,6% de la población activa con empleo trabajaba en el sector servicios. Sin embargo, mientras que en términos generales el porcentaje de asalariados sobre el total de personas ocupadas era del 90,6%, en el caso de las actividades primarias ese porcentaje descendía al 33,3%. Es decir, que en caso de los agricultores y ganaderos la proporción de empresarios con o sin empleados era mucho mayor que para el resto de las actividades económicas de la comuna.